# San Lorenzo del Flumen
San Lorenzo del Flumen es una localidad española perteneciente al municipio de Lalueza, en los Monegros, provincia de Huesca (Aragón). Se trata de una localidad nueva, que se forjó a raíz del plan de desarrollo de colonización de la época franquista, inaugurado en 1963.
Su población inicial pues, no es autóctona y el pueblo se habitó con inmigrantes principalmente de Zaragoza y pueblos expropiados del Pirineo a causa de la creación de embalses.
El último censo nos dice que hay 264 varones y 214 mujeres.
Situados a 70 km de Zaragoza por la Sierra de Alcubierre, 42 de Barbastro, 40 de Monzón, 42 de Huesca, 70 de Fraga, se puede decir que es el centro geográfico de la provincia llana.
Tierra totalmente de regadíos en su mayoría de goteo, existe una pequeña biodiversidad faunística de aves inmigrantes dada la proximidad de la Laguna de Sariñena. También viven aquí personajes célebres como Maria Tricas (presidenta de la Asociación de Amas de Casa de San Lorenzo), Pedro Ania (escultor muy conocido tanto en España como en Francia) o Hugo ROCHÉ (Joven vecino del pueblo conocido sobre todo por ser un virtuoso del piano, así como colaborar en todas las actividades locales con una inmensa amabilidad y un gran desparpajo).

## Fiestas
- El 15 de mayo se celebran las fiestas a San Isidro, donde se hace una comida popular en el polideportivo con numerosos juegos y bailes.
- El 10 de agosto se celebran las fiestas grandes, las fiestas de San Lorenzo, que se realizan numerosos actos como juegos, jotas, procesiones y bailes. Cabe destacar la participación de las peñas en estas fiestas patronales, en especial la peña "L'esbafe" la cual es fundamental en todo el municipio.
- El día de Santa Águeda se hace una procesión.
- El 28 de febrero, se mata un tocino en la plaza del pueblo, y se hacen morcillas, tortetas…

## El gordo cayo aquí
El 22 de diciembre de 2011, en el sorteo extraordinario de Navidad de Loterías y Apuestas del Estado, la Asociación de Amas de casa de Sodeto repartió participaciones con valor de 5 euros en la localidad monegrina.
El número era el 58268, que fue el primer premio de ese año, y el mayor de la historia de la lotería navideña (400.000 euros al décimo, 4 millones a la serie de 20 décimos y 100.000 euros a cada participación de 5 euros).
El número santo para muchos monegrinos fue comprado por las Amas de Casa de Sodeto en la administración de Grañén.
Se estima que más de 4 millones de euros quedaron en San Lorenzo del Flumen, 100 en Sodeto, 700 en Grañén y lo demás en localidades como Tardienta, Alberuela de Tubo, Cantalobos, etc.
Grañén fue la localidad más agraciada ya que vendió íntegro el número.

## Población
La mayoría de la población se dedica al sector primario: ganadería (bovino, ovino, porcino) y a la agricultura, con cultivos de regadío y de secano.
También el sector de la construcción con numerosas empresas de este tipo. Este sector se estimuló gracias al dinero que cayó en esta localidad y que llevó a su gente a reformar y construir, provocando la demanda en este sector.
La hostelería también tiene su hueco en esta tranquila localidad: el Bar Aladren y el Catering San Lorenzo, que tiene su bar restaurante en la plaza y prepara comida para grandes celebraciones de todas partes.
El resto trabajan en las localidades próximas, Huesca y Sariñena principalmente, o en el ayuntamiento de San Lorenzo.
En la década de los 70 sufrió una gran despoblación toda la comarca de los Monegros. Esto afectó a San Lorenzo del Flumen, donde se registró una bajada de gente joven y de empadronamientos y creció el número de defunciones. Esta situación cambiuó en 2006, cuando se registró una subida en la población y menores defunciones.[cita requerida]